# Ducy-Sainte-Marguerite
Ducy-Sainte-Marguerite är en kommun i departementet Calvados i regionen Normandie i norra Frankrike. Kommunen ligger i kantonen Tilly-sur-Seulles som ligger i arrondissementet Caen. År 2022 hade Ducy-Sainte-Marguerite 178 invånare.

## Befolkningsutveckling
Antalet invånare i kommunen Ducy-Sainte-Marguerite
Referens: INSEE